# علي فوزي رباعين
علي فوزي رباعين (24 يناير 1955 في الجزائر) هو سياسي جزائري.

## سيرة
ولد علي فوز رباعين عام 1955. استشهد والده أثناء الثورة الجزائرية كما أن والدته هي الأخرى كانت منخرطة في صفوف المجاهدين. أسس علي فوزي مع مجموعة من الشباب الجزائري منظمة مستقلة تحت باسم «جمعية أبناء وبنات شهداء ولاية الجزائر». 
كان أيضاً عضوا مؤسساً لأول رابطة جزائرية لحقوق الإنسان، التي تأسست في يونيو عام 1985. وهو عضو مؤسس للجنة الوطنية لمناهضة التعذيب التي تأسست في أكتوبر عام 1988. كم أنه شغل منصب الأمين العام للجمعية الوطنية الجزائرية «حكم». 
في عام 1983 تم اعتقاله وسجنه ابتداءً من 23 سبتمبر 1983 إلى غاية 4 نوفمبر 1984 بتهمة المس بأمن الدولة، أين تم الإفراج عليه ليعتقل مرة ثانية بتهمة تأسيس تنظيمات غير معترف بها في 5 يوليو 1985، وصدر في حقه حكماً بالسجن لمدة 13 عاما لكن تم الإفراج عليه مجدداً في 26 أبريل 1987 بعفو رئاسي من طرف رئيس الجزائر الأسبق الشاذلي بن جديد. في 27 مارس 1991 أسس رباعين حزباً جديداً تحت اسم حزب عهد 54 تخليدا لتاريخ ثورة التحرير الجزائرية (1954 - 1962)

### الانتخابات الرئاسية عام 2004
ترشح رباعين في الانتخابات الرئاسية عام 2004 لكنه لم يحصل إلا على 0.63% من أصوات الناخبين، وهو في نظر المراقبين أقل المرشحين حظا في كسب أصوات الناخبين، بسبب منافسته أسماء مشهورة على الساحة السياسية الجزائرية.